# Нелу Вінгада
Нелу Вінгада (порт. Nelo Vingada, нар. 30 березня 1953, Серпа) — португальський футболіст. По завершенні ігрової кар'єри — тренер.

## Ігрова кар'єра
У дорослому футболі дебютував виступами за команду «Атлетіку» (Лісабон), в якій провів більшу частину своєї ігрової кар'єри.
Завершив ігрову кар'єру у клубі «Белененсеш», де залишився у тренерському штабі після закінчення кар'єри.

## Кар'єра тренера
1981 року очолив тренерський штаб клубу «Белененсеш», після чого керував кількома колективами нижчих португальських ліг.
1988 року Вінгада увійшов до тренерського штабу Карлуша Кейроша в молодіжній збірній Португалії. У 1993 році після відходу Кейроша з поста наставника збірної Португалії, Вінгада деякий час керував головною командою країни, а потім працював і з молодіжною збірною, з якою став бронзовим призером молодіжного чемпіонату світу 1995 року у Катарі.
У 1995 році фахівець очолив олімпійську збірну Португалії, яку він вивів на Олімпійські ігри в Атланті. На них португальці зайняли четверте місце.
У 1996—1997 роках Вінгада був головним тренером збірної Саудівської Аравії. Її він привів до перемоги в Кубку Азії 1995 року, а потім кваліфікувався зі збірною на чемпіонат світу 1998 року, втім ще до початку «мундіалю» Вінгада був звільнений.
З літа 1997 року працював асистентом англійця Грема Сунеса у «Бенфіці», після чого кілька років очолював португальський «Марітіму». У 2001 році Вінгада вивів скромний клуб до фіналу Кубка Португалії. У 2003 році фахівець поступився своєю посадою росіянину Анатолію Бишовцю і отримав запрошення від Кейруша увійти в його тренерський штаб в мадридському «Реалі», втім Вінгада відкинув цю пропозицію.
2003 року став головним тренером єгипетського «Замалека», який наступного року привів до титулу чемпіона країни. Після успішного сезону він один рік працював з олімпійською збірною Єгипту. Команда не змогла вийти на Олімпійські ігри 2008 року у Пекіні, що було головною метою його підписання. Хоча футбольна асоціація Єгипту хотіла, щоб Вінгада продовжував тренувати команду, він вирішив відмовитися від своєї посади.
Згодом протягом 2005—2007 років очолював тренерський штаб клубу «Академіка», а влітку 2007 року підписав угоду з марокканським клубом «Відад» (Касабланка). Через шість тижнів після того, як він обійняв посаду, він зненацька пішов у відставку. Основна причина полягала в тому, що він прийняв запрошення Футбольної асоціації Йорданії очолити збірну Йорданії, підписавши 16-місячний контракт. Головним завданням португальця стало підготувати команду Йордану до кваліфікації чемпіонату світу 2010 року. Після того, як Нелу не зміг пройти перший тур кваліфікації, він вирішив піти у відставку.
9 лютого 2009 року Вінгада був офіційно названий головним тренером іранського клубу «Персеполіс», де пропрацював лише кілька місяців, а у червні 2009 році тренер був призначений на пост наставника єгипетського «Аль-Аглі», проте вже через шість днів після підписання контракту він пішов з клубу через сімейні проблеми. Натомість 24 червня 2009 року він був призначений тренером «Віторії» (Гімарайнш) в його рідній Португалії, втім і тут на посаді надовго не затримався і 7 жовтня 2009 року після чотирьох місяців був звільнений через погані результати.
14 грудня 2009 року очолив південнокорейський «Сеул», з яким у першому ж сезоні став чемпіоном та володарем Кубка ліги. 13 грудня 2010 року «Сеул» запропонував продовжити термін дії контракту ще на один рік, але сторони не погодили умови заробітної плати і тренер повернувся до Португалії.
28 серпня 2011 року очолив клуб китайської Суперліги «Далянь Шиде» і працював з командою аж до моменту розформування клубу в кінці 2012 року.
У 2014 році тренер знову возз'єднався в дуеті з Карлушом Кейрушом. Нелу Вінгада увійшов до тренерського штабу збірної Ірану на Чемпіонаті світу з футболу в Бразилії, після чого очолив олімпійську команду Ірану, з якою мав працювати до Олімпіади 2016 року. Під керівництвом Вінгади команда взяла участь у футбольному турнірі Азійських ігор 2014 року у Південній Кореї. Іранці у першому матчі розгромно поступились в'єтнамцям (1:4), а в другій грі сенсаційно зіграли внічию 1:1 з Киргизстаном та закінчили на останньому місці у групі, показавши найгірший результат Ірану за всю історію змагань. Внаслідок цього 9 листопада 2014 року Вінгада був звільнений з посади.
У січні 2016 року очолив «Марітіму», з яким працював до кінця сезону, зайнявши 13 місце у чемпіонаті, втім дійшовши до фіналу Кубка португальської ліги, де його клуб розгромно програв «Бенфіці» (2:6)
У липні 2016 року було оголошено про те, що Вінгада буде новим головним тренером клубу «Норт-Іст Юнайтед» з Суперліги Індії, де працював до 15 травня 2017 року, оскільки йому запропонували нову роботу головного тренера у збірній Малайзії. 15 травня 2017 року Нелу Вінгада був офіційно оголошений новим головним тренером національної збірної Малайзії із важким завданням пожвавити малайзійський футбол. Його перший матч припав на відбір до Кубку Азії 2019 року проти Лівану, який закінчився поразкою 1:2. Загалом всі сім матчів, в яких командою керував португалець, закінчилися поразками, включаючи товариські матчі. В результаті 6 грудня 2017 року Нелу подав у відставку. У короткій заяві, опублікованій на сайті асоціації, 64-річний тренер пояснив, що рішення було прийнято після зустрічі з президентом ФАМ Тунку Ісмаїлом Султаном Ібрагімом.

## Титули і досягнення

### Як тренера
- Володар Кубка Азії (1): 1996
- Чемпіон Єгипту (1): 2003/04
- Чемпіон Південної Кореї (1): 2010
- Володар Кубка південнокорейської ліги (1): 2010